# Amphiodia digitata
Amphiodia digitata is een slangster uit de familie Amphiuridae.
De wetenschappelijke naam van de soort werd in 1932 gepubliceerd door Nielsen.